# Dora Thewlis
Dora Thewlis, née le 15 mai 1890 à Huddersfield (West Yorkshire) et morte en 1976 à Ascot Vale en Australie, est une suffragette britannique.

## Biographie
Dora Thewlis est une suffragette britannique née le 15 mai 1890 à Huddersfield et morte en 1976 en Australie.
Elle est baptisée à l'âge de 7 ans le 20 juin 1897 à l'église St Bartholomew à Meltham (West Yorkshire), en Angleterre.
Elle commence à travailler à l'âge de 10 ans dans une fabrique de textile.  
Elle devient la plus jeune membre de la Women's Social and Political Union.
Dora Thewlis est arrêtée en mars 1907 pour avoir participé à une action des suffragettes, visant à pénétrer dans les Maisons du Parlement. Ouvrière du textile du Yorkshire, elle n'est alors âgée que de 16 ans. Elle fait à cette occasion la une du Daily Mirror, qui la surnomme the Baby Suffragette, et son histoire est l'objet de nombreux articles dans la presse de l'époque,.
Elle émigre, avant 1914, en Australie, où elle se marie et a deux enfants,.